# Mario Luis López Isla
Mario Luis López Isla (Cabaiguán, Cuba, 29 de noviembre de 1955) es investigador, historiador y narrador. Graduado de Profesor Superior de Historia en el Instituto Superior Pedagógico Enrique José Varona en 1979, reside en Cabaiguán. 

## Obra
- Carlos en nosotros (con Domingo Corvea Álvarez), (testimonio), Sancti Spíritus Ediciones Luminaria, 1991.
- La Leyenda de Cuquillo. El poeta isleño de Mazo y Cabaiguán (con José Luis Martín Teixé), (testimonio), La Laguna-Las Palmas de Gran Canaria, Centro de la Cultura Popular Canaria, 1994.
- Festividades de origen canario en Cabaiguán(investigación), Los Realejos, Ayuntamiento de Los Realejos, 1996.
- Isleños en Cuba, episodios de la emigración canaria a Cabaiguán (con Ester Lidia Vázquez Seara), (investigación y fotografía), Santa Cruz de Tenerife-Las Palmas de Gran Canaria, Ediciones Idea Press, Organismo Autónomo de Museos y Centros y Consejería de la Presidencia del Gobierno de Canarias, 1997.
- El alzamiento de La Llorona (testimonio), Sancti Spíritus Ediciones Jarao, 1997.
- Cabaiguán en el juicio 562 (con Domingo Corvea Álvarez), (testimonio), Sancti Spíritus, Ediciones Jarao, 1995.
- La aventura del tabaco. Los canarios en Cuba (investigación), La Laguna-Las Palmas de Gran Canaria, Centro de la Cultura Popular Canaria y Viceconsejería de Relaciones Institucionales del Gobierno de Canarias, 1998.
- La leyenda del Hombre Rojo. Un bandolero canario en Cuba (testimonio), Villa de Mazo-La Laguna-Las Palmas de Gran Canaria, Centro de la Cultura Popular Canaria y Ayuntamiento de Villa de Mazo, 1998.
- Valbanera, el Titanic de la emigración canaria. (En la prensa de la época) (con Ester Lidia Vázquez Seara), (investigación), Santa Cruz de Tenerife-Las Palmas de Gran Canaria, Editorial Benchomo, 2000.
- Pedro Darias Mora: un gomero fundador en Cuba (investigación), Santa Cruz de Tenerife-Las Palmas de Gran Canaria, Editorial Benchomo, 2001.
- Valbanera. Historia en prosa y décima. Un homenaje cubano (con Raúl Herrera), (prosa y décima), La Laguna, Ediciones Aguere, 2001.
- Manojo de recuerdos. Memorias de un isleño en Cuba (testimonio), Santa Cruz de Tenerife-Las Palmas de Gran Canaria, Editorial Benchomo, 2001; y Miami, Editorial Letra Viva, 2013.
- La herencia musical, danzaria y festiva canaria: un aporte a la identidad cultural cubana (con Ester Lidia Vázquez Seara), (investigación), Santa Cruz de Tenerife-Las Palmas de Gran Canaria, Editorial Benchomo, 2002.
- Mis orquídeas. Dos jardines canario-cubanos en la Perla del Caribe, Santa Cruz de Tenerife-Las Palmas de Gran Canaria, Editorial Benchomo, 2002.
- Parrandas en Guayos (con Roberto Hidalgo Valdés), (investigación y fotografía), Santa Cruz de Tenerife-Las Palmas de Gran Canaria, Editorial Benchomo, 2002.
- Tradiciones y costumbres lanzaroteñas en Cuba (con Ester Lidia Vázquez Seara), (investigación), Santa Cruz de Tenerife-Las Palmas de Gran Canaria, Editorial Benchomo, 2002.
- Orgía macabra. 1926: Asesinato de inmigrantes canarios en Cuba (con Francisco de Asís Barroso Reyes), (investigación), Santa Cruz de Tenerife-Las Palmas de Gran Canaria, Editorial Benchomo, 2002.
- Camilo, soldado del Escambray (testimonio), Sancti Spíritus, Ediciones Luminaria, 2004.
- En los talones del enemigo. Memorias de la LCB (testimonio), Sancti Spíritu, Ediciones Luminaria, 2005.
- Mi abuelo Muertovivo. De cómo un isleño de Tijarafe se hizo célebre en Cuba (testimonio), Santa Cruz de Tenerife-Las Palmas de Gran Canaria, Editorial Benchomo, 2005.
- En la primera línea (testimonio), Santa Cruz de Tenerife-Las Palmas de Gran Canaria, Editorial Benchomo, 2005.
- Entre comidas y vinos. Tradiciones lanzaroteñas en Cuba (investigación), Santa Cruz de Tenerife-Las Palmas de Gran Canaria, Editorial Benchomo, 2005.
- Cuando el volcán de San Juan. Memorias de la emigración palmera a Cuba (con Ester Lidia Vázquez Seara), (investigación), Santa Cruz de Tenerife-Las Palmas de Gran Canaria, Editorial Benchomo, 2006.
- Historia de todos estos días: Elcire en la memoria (testimonio), Sancti Spíritus, Ediciones Luminaria, 2006.
- Avalancha rebelde. Campaña guerrillera en Cuba: El Che en Cabaiguán (testimonio), Santa Cruz de Tenerife-Las Palmas de Gran Canaria, Editorial Benchomo, 2006.
- La Cuba del abuelo isleño (investigación), Santa Cruz de Tenerife-Las Palmas de Gran Canaria, Editorial Benchomo, 2006.
- José Esteban Guerra Zerpa. Un ilustre emigrante palmero (biografía), Santa Cruz de Tenerife-Las Palmas de Gran Canaria, Editorial Benchomo, 2006.
- Décimas con gofio y tabaco. El viaje de ida y vuelta del punto cubano a Canarias (investigación), Santa Cruz de Tenerife-Las Palmas de Gran Canaria, Editorial Benchomo, 2006.
- Maravilla verde. Medicina natural lanzaroteña en Cuba (con Ester Lidia Vázquez Seara), (investigación), Santa Cruz de Tenerife-Las Palmas de Gran Canaria, Editorial Benchomo, 2007.
- Valbanera. Pasaje sin regreso (novela), Las Palmas de Gran Canaria, Anroart Ediciones, 2007.
- La huella viva de la emigración palmera en Cuba (investigación), Santa Cruz de Tenerife-Las Palmas de Gran Canaria, Editorial Benchomo, 2007.
- Faustino, Comandante de la Revolución cubana (investigación), Santa Cruz de Tenerife, Editorial La Marea, 2008.
- Emigrantes lanzaroteños en Cuba. Célebres y desconocidos (investigación), Santa Cruz de Tenerife-Las Palmas de Gran Canaria, Editorial Benchomo, 2008.
- Cruz del Mar. Treinta años después (investigación), Santa Cruz de Tenerife-Las Palmas de Gran Canaria, Editorial Benchomo y Dirección General del Libro del Gobierno de Canarias, 2009.
- Marcas en el otro. Artistas y escritores en la relación Cuba-Canarias (ensayo), Sancti Spíritus,  Ediciones Luminaria, 2009.
- Bajo una sábana roja. Los dos viajes a Cuba del isleño Rafael (testimonio), San Juan de La Rambla y Santa Cruz de Tenerife-Las Palmas de Gran Canaria, Ayuntamiento de San Juan de La Rambla y Editorial Benchomo, 2010.
- El muerto del pozo (novela), Santa Cruz de Tenerife-Las Palmas de Gran Canaria, Editorial Benchomo y La Isla Libros, 2010.
- Gallegos en Cuba. Individualidades: su huella en una nación (investigación), Vigo Grupo de Comunicación Social Galicia en el Mundo, 2012.
- Asturianos en Cuba. Presencia individual: vestigio inolvidable (testimonio), Vigo, Grupo de Comunicación Social Galicia en el Mundo, 2012.
- La carga de Juan Bruno Zayas (con Ester Lidia Vázquez Seara), (biografía), Sancti Spíritus, Ediciones Luminaria, 2013.
- Valbanera, réquiem por un naufragio (testimonio), Arucas, Gran Canaria, Tepemarquia Ediciones, 2014.
- Cabaiguán 200. Cultura y tradición (con Marlene E. García Pérez, Ester Lidia Vázquez Seara, Jorge G. Silverio Tejera y Domingo Corvea Álvarez), (investigación), Sancti Spíritus, Ediciones Luminaria, 2014.
- Morales Lemus: el primer embajador (biografía), Sancti Spíritus, Ediciones Luminaria, 2015.